# Antonio Garbasso
Antonio Garbasso (Vercelli, 16 aprile 1871 – Firenze, 14 marzo 1933) è stato un fisico e politico italiano.

## Biografia e carriera
Terminati gli studi superiori al Liceo classico Vincenzo Gioberti di Torino, si laureò in fisica all'Università degli Studi di Torino nel 1892 con Andrea Naccari, mettendosi in evidenza, già durante i corsi di studio, sia per delle ricerche sperimentali sulla variazione della resistenza del ferro e del nickel in un campo magnetico, sia per alcuni studi sui vettori elettrico e magnetico nelle onde piane. Subito dopo si recò in Germania per seguire dei corsi di perfezionamento, prima sotto la guida di Heinrich Rudolf Hertz all'Università di Bonn poi di Hermann von Helmholtz e Emil Aschkinass all'Università di Berlino.
Ritornato in Italia, continuò a Torino (dove, nel 1894, conseguì la libera docenza in fisica sperimentale) le sue ricerche relative ai possibili rapporti fra fenomeni ottici ed elettromagnetici nella materia, argomento, questo, trattato da Garbasso fin dalla sua tesi di laurea incentrata su un effetto scoperto da Augusto Righi nel 1878 circa la polarizzazione rotatoria della luce. Le esperienze e gli studi di questo periodo si dimostreranno precorritori di molti risultati che verranno in seguito conseguiti da altri studiosi stranieri in teoria elettromagnetica della radiazione, che apriranno la via allo studio della risonanza ottica.
Nel 1895, conseguita pure la libera docenza in fisica matematica all'Università di Pisa, tenne per incarico, in questa sede, i corsi di fisica matematica fino al 1897, quando si trasferì nuovamente all'Università di Torino, dove rimase fino al 1903. Qui, sempre come incaricato di fisica matematica, tenne vari corsi sulla nuova teoria elettromagnetica della luce secondo James Clerk Maxwell, ma compì studi e ricerche sui raggi X, appena scoperti da Wilhelm Conrad Röntgen.
Nel 1903, vinti due concorsi a cattedra sia di fisica matematica che di fisica sperimentale, optò per quest'ultima, divenendo professore straordinario di fisica sperimentale all'Università di Genova, dove rimase fino al 1913, quando passò alla stessa cattedra dell'Istituto di Studi Superiori di Firenze, subentrando ad Antonio Roiti, dove rimarrà fino alla morte. A Firenze, oltre a far potenziare l'Istituto di Fisica di Arcetri, contribuì a creare una scuola di fisica, chiamando molti dei più brillanti ingegni della fisica italiana di allora. Fra i suoi allievi ed assistenti, si ricordano Antonino Lo Surdo, Rita Brunetti, Giuseppe Occhialini, Bruno Rossi, Franco Rasetti, Francesco Rodolico e Vasco Ronchi.
Partecipò come volontario alla prima guerra mondiale, dove ottenne il grado di maggiore per i suoi studi di telefonometria applicata alla balistica, quindi, animato da fervori nazionalistici, condivise l'ideologia fascista ma mantenne sempre posizioni moderate, opponendosi alla Riforma Gentile del 1923 il cui impianto ideologico, tra l'altro, metteva in secondo piano le discipline scientifiche. Fu eletto sindaco di Firenze nelle elezioni del 1920, vinte dal Blocco Nazionale, rimanendo in carica fino al 1927, tranne un breve periodo di due mesi, nel 1923, in cui fu sostituito dal commissario prefettizio Bruno Fornaciari. Nel 1924 fu nominato senatore del Regno, mantenendo la carica di sindaco di Firenze. Il 29 agosto 1926, tra l'altro, con la fusione tra le sezioni calcio della Palestra Ginnastica Fiorentina Libertas e del Club Sportivo Firenze, decisa per iniziativa sua e del marchese Luigi Ridolfi, fu costituita la nuova "Associazione Calcio Firenze", che, dopo pochi giorni, mutò il nome in "Associazione Fiorentina del Calcio". Il 9 gennaio 1927, l'amministrazione comunale fu sciolta per l'entrata in vigore della legge n. 237 del 4 febbraio 1926 che istituiva i podestà, per cui Garbasso fu nominato primo podestà di Firenze rimanendo in carica solo fino al 13 settembre 1928 quando fu sostituito da Giuseppe Della Gherardesca.
Fin dal 1895, Garbasso si dedicò all'elettromagnetismo nel nuovo indirizzo impresso da Maxwell, con molti risultati innovativi. Dal 1905 in poi, si dedicò alla spettroscopia, proprio nel periodo di maggior sviluppo di questa disciplina, contribuendo con originali risultati teorici corroborati da esperienze condotte soprattutto all'Istituto di Studi Superiori di Firenze, dove sia Antonio Roiti sia Luigi Puccianti si erano premurati di attrezzare adeguatamente i laboratori di fisica. Fra questi risultati, la maggior parte dei quali raccolti in una delle prime monografie di spettroscopia teorica, si ricordano in particolare alcuni lavori sperimentali, condotti assieme ad Antonino Lo Surdo, che porteranno quest'ultimo alla scoperta di quell'effetto che sarà poi denominato effetto Stark-Lo Surdo, una delle prime basi empiriche della nuova meccanica quantistica che Garbasso contribuirà, fra i primi, a far conoscere e diffondere in Italia. Inoltre, nel 1918, Garbasso creò un laboratorio di ottica e meccanica di precisione che, negli anni, sotto gli auspici del CNR, diventerà il futuro Istituto Nazionale di Ottica (INO).
Inoltre, per le sue capacità organizzative e la sua posizione politica, svolse, assieme a Orso Mario Corbino, un ruolo di primo piano nella ricostruzione della fisica in Italia nel primo dopoguerra, contribuendo alla nascita della scuola italiana di fisica dei raggi cosmici (nota come "Scuola di Arcetri"), che portò l'Italia fra i paesi più all'avanguardia in questo settore di ricerca, grazie soprattutto al lavoro di un gruppo di giovani fisici italiani (fra cui Gilberto Bernardini, Bruno Rossi, Giuseppe Occhialini, Daria Bocciarelli, Lorenzo Emo Capodilista) che si raggrupparono attorno a Garbasso, Enrico Persico (già assistente di Corbino a Roma e, nel 1926, alla cattedra di fisica teorica a Firenze) e Giorgio Abetti (direttore dell'Osservatorio di Arcetri).
Garbasso diresse la Società Italiana di Fisica dal 1912 al 1914 e dal 1921 al 1925 e presiedette il "Comitato di astronomia, matematica e fisica" del CNR, il Consiglio di Amministrazione dell'Istituto Nazionale di Ottica e, dal 14 luglio 1932 al 13 marzo 1933, l'Accademia Nazionale dei Lincei. Fu altresì presidente, dal 1928, della Cassa Nazionale delle Assicurazioni Sociali. Nel 1934 l'Accademia d'Italia gli conferì il "premio Mussolini" per le scienze.
Sebbene, a partire dagli anni '20 in poi, avesse abbandonato la ricerca scientifica attiva, Garbasso continuò a occuparsi di storia della scienza, con particolar riguardo a quella italiana, fondando, fra il 1927 e il 1930, l'Istituto Nazionale di Storia della Scienza di Firenze.

## Onorificenze
Nel 1908 gli fu assegnata la Medaglia Matteucci.

## Alcune pubblicazioni
- "Sulla luce polarizzata circolare e particolarmente sulla sua velocità nei mezzi dotati di potere rotatorio magnetico", Tip. C. Guadagnini, Torino, 1892 (estratto della tesi di laurea).
- "La teoria di Maxwell dell'elettricità e della luce", Rivista di matematica, Anno 1893.
- "Sopra il fenomeno della risonanza multipla", Atti della R. Accademia delle Scienze di Torino, XXVIII (1893) pp. 470–475.
- "Sulla luce bianca", Atti della R. Accademia delle Scienze di Torino, XXX (1894) pp. 305–307.
- "Über Brechung und Dispersion der Strahlen elektrischer Kraft" (con E. Aschkinass), Annalen der Physik und Chemie, LIII (1894) pp. 534–541.
- "Sopra i raggi del Röntgen" (con A. Battelli), Il Nuovo Cimento, Serie IV, III (1896) pp. 40–61.
- "Raggi catodici e raggi X" (con A. Battelli), Il Nuovo Cimento, Serie IV, III (1896) pp. 289–299.
- "Azione dei raggi catodici sopra i conduttori isolati" (con A. Battelli), Il Nuovo Cimento, IV (1896) pp. 129–133.
- "Sul modo di interpretare certe esperienze del sig. P. Zeeman di Leida", Il Nuovo Cimento, Serie IV, VI (1897) pp. 8–14.
- "Alcune esperienze su la scarica dei condensatori", Memorie della R. Accademia delle Scienze di Torino, XXXIII (1898) pp. 639–650.
- "Sopra alcuni modelli di fenomeni elettromagnetici", Il Politecnico. Giornale dell'ingegnere architetto civile ed industriale, Anno 47 (1899) pp. 16–27.
- "Su la scarica elettrica nei gas", Il Nuovo Cimento, Serie V, I (1901) pp. 321–341.
- "Sopra il valore massimo e il significato fisico della funzione Tme di Maxwell", Il Nuovo Cimento, Serie V, I (1901) pp. 401–444.
- "Su le correnti di scarica dei condensatori secondo due circuiti derivati", Memorie della R. Accademia delle Scienze di Torino, Serie II, LII (1902) pp. 145–169.
- "Su la polarizzazione rotatoria dei raggi di forza elettrica", Il Nuovo Cimento, Serie V, IV (1902) pp. 176–185.
- "Su le correnti di scarica dei condensatori secondo due circuiti derivati", Memorie della R. Accademia delle Scienze di Torino, Serie II, LII (1902) pp. 145–169.
- "Teoria elettromagnetica dell'emissione della luce", Memorie della R. Accademia delle Scienze di Torino, Serie II, LIII (1903) pp. 127–158.
- "Traiettorie e onde luminose in un mezzo isotropo qualunque", Rendiconti della R. Accademia dei Lincei, Serie V, XVI (1907) pp. 957–962.
- "Sopra il problema più generale dell'ottica" (con G. Fubini), Atti della R. Accademia delle Scienze di Torino, XLIV (1908) pp. 159–170.
- "Su la teoria degli spettri a doublets", pubblicazione dell'Istituto di Fisica della R. Università di Genova, Genova, 1909.
- "La struttura degli atomi materiali", Il Nuovo Cimento, XVII (1909) pp. 117–143.
- "Sopra il fenomeno di Stark-Lo Surdo", Atti della R. Accademia dei Lincei, Serie V, XXII (1913) pp. 338–343 (poi ripubblicato ne Il Nuovo Cimento, Serie, VI, VII (1914) pp. 338–343).
- "Ricerche teoriche recenti sullo spettro dell'idrogeno", Rivista di astronomia e scienze affini, 7 (1913).
- "Ancora sul fenomeno di Stark-Lo Surdo", Il Nuovo Cimento, Serie VI, VII (1914) pp. 354–356.
- "Azione simultanea di un campo elettrico e di un campo magnetico sulla riga rossa delle spettro dell'idrogeno", Il Nuovo Cimento, Serie VI, IX (1915) pp. 376–381.

## Opere principali
- 15 lezioni sperimentali su la luce considerata come fenomeno elettromagnetico, Gli Editori dell'Elettricità (Tip. Colombo & Tarra), Milano, 1897.
- Lezioni sperimentali su la luce, considerata come fenomeno elettromagnetico, Ulrico Hoepli Editore, Milano, 1898.
- Vorlesungen über Theoretische Spektroskopie, Johann Ambrosius Barth Verlag, Leipzig, 1906.
- L'aereo Artom e la dirigibilità delle onde elettriche, Tip. Vincenzo Bona, Torino, 1909.
- Fisica d'oggi, filosofia di domani, Libreria Editrice Milanese, Milano, 1910.
- La Divina Commedia nei commenti degli scienziati italiani, G.C. Sansoni Editore, Firenze, 1915.
- Lezioni di fisica sperimentale, a cura di G. Albanese, E. Alessiani, V. Ronchi, 2 voll., Lit. Cappelli, Firenze, 1921-22.
- Lezioni di fisica sperimentale, raccolte da D. Bocciarelli, 2 voll., Libreria Editrice G. Filippi, Firenze, 1932.
- Scienza e poesia a cura di Jolanda De Blasi, con prefazione di B. Mussolini, Editrice Le Monnier, Firenze, 1934.